# Niedersoultzbach
Niedersoultzbach település Franciaországban, Bas-Rhin megyében. Lakosainak száma 298 fő (2022. január 1.). Niedersoultzbach Ingwiller, Bouxwiller, Menchhoffen, Obersoultzbach és Uttwiller községekkel határos.

## Népesség
A település népességének változása:
| Lakosok száma | 246  | 253  | 270  | 276  | 288  | 292  | 292  | 298  | 298  |
|               | 2013 | 2015 | 2016 | 2017 | 2018 | 2019 | 2020 | 2021 | 2022 |